# Hermann Wiedemann
Hermann Wiedemann (7. März 1879 in München – 21. Juni oder 1. Juli 1944) war ein deutscher Opernsänger der Stimmlage Bariton. Er reüssierte vor allem mit Wagner- und Strauss-Partien, war ab 1916 Ensemblemitglied der Wiener Oper und gastierte europaweit an bedeutenden Bühnen und bei Festspielen. 1930 wurde er zum Kammersänger ernannt.

## Leben und Werk
Hermann Wiedemann wurde im Münchner Stadtteil Neuhausen geboren. Er wurde als Bariton ausgebildet und debütierte (laut Kutsch/Riemens) 1904 am Stadttheater von Elberfeld, heute ein Stadtteil von Wuppertal. Dort war er zwei Spielzeiten lang verpflichtet. Er sang erfolgreich das lyrische und dramatischere Fach und reüssierte insbesondere in Partien von Wagner und Strauss.
Von 1906 bis 1909 war er am Deutschen Stadttheater in Brünn engagiert, dann vier Spielzeiten lang am Hamburger Stadttheater und von 1913 bis 1916 an der Berliner Hofoper. 1916 folgte er einem Ruf an das k.k. Hof-Operntheater in Wien, ab 1918 Wiener Staatsoper. Diesem Haus blieb er lebenslänglich treu. Er trat dort in mehr als tausend Aufführungen auf und zählte zu den Stützen des Ensembles.
Seine Paraderollen in Wien waren Herr von Faninal (196-mal), Sixtus Beckmesser (155-mal), Alberich (78-mal im Rheingold, 36-mal im Siegfried) und Klingsor (70-mal). Er sang am Ring aber auch Mozart, Beethoven und das italienische Repertoire, zehnmal den Escamilio in Carmen sowie in Opern von Alban Berg, Julius Bittner, Marco Frank, Wilhelm Kienzl, Erich Wolfgang Korngold, Otto Nicolai, Hans Pfitzner, Ermanno Wolf-Ferrari und Alexander von Zemlinsky. Das Spektrum seiner Rollen reichte bis zur klassischen Wiener Operette, Johann Strauss und Franz Lehár.
Parallel zu seinen Festengagements gastierte Wiedemann an Häusern in ganz Europa. Seine Gastspieltätigkeit begann 1907 mit einem Abstecher an die Hofoper von Dresden und 1909 mit ersten Auftritten an der Münchner Hofoper. 1913 sang er im Royal Opera House Covent Garden von London den Herrn von Faninal, 1938 ebendort den Sixtus Beckmesser. 1927 trat er im Teatro Liceu von Barcelona auf, 1936 im Théâtre Royal de la Monnaie von Brüssel. In den 1930er Jahren war er auch am Teatro Colón von Buenos Aires zu sehen und zu hören.
1922 debütierte er als Guglielmo bei den Salzburger Festspielen, kehrte 1925 als Dottore Malatesta im Don Pasquale zurück und von 1929 bis 1941 war er nahezu jeden Sommer in Salzburg als Herr von Faninal tätig. Arturo Toscanini besetzte ihn 1936 und 1937 als Sixtus Beckmesser in seiner legendären Salzburger Meistersinger-Neuproduktion, von der auch eine Gesamtaufnahme vorliegt. Es ist die einzige Hauptrolle des Sängers, die vollständig auf Tonträger erhalten ist. James Forrest vom Fanfare Magazine lobte 2016 die gut erhaltene Stimme, Wiedemann war zum Zeitpunkt der Aufführungen bereits 58 Jahre alt, und dass er die Rolle nicht nur deklamierte, sondern auch tatsächlich sang.
Er gastierte auch bei den Münchner Opernfestspielen (als Donner und Alberich) und (als Alberich und Beckmesser) von 1934 bis 1941 fast alljährlich bei den Festspielen in der Waldoper von Zoppot, einer Freilichtbühne nahe Danzig, welche als Bayreuth des Nordens bekannt wurde.
Laut Kutsch/Riemens kam er auch als Konzertsänger „zu einer bedeutenden Karriere“. 1930 wurde er von seinem Stammhaus, der Wiener Staatsoper, zum Kammersänger ernannt. Ab 1942 unterrichtete er operndramatische Darstellung an der Wiener Musikakademie. Unklarheit besteht über Todesort und Todestag. Genannt werden drei Orte (Wien, Berlin und Puchberg am Schneeberg) und zwei Daten. Laut Österreichischem Musiklexikon starb der Sänger im Sanatorium Strengberg der kleinen niederösterreichischen Gemeinde Puchberg.
Hermann Wiedemann war verheiratet mit Marie Dopler (geboren am 20. Februar 1886 in Wien), einer hochdramatischen Sopranistin, die vor dem Ersten Weltkrieg in Brünn, Hamburg und Magdeburg reüssierte. Auch sie trat an der Wiener Hofoper auf, allerdings nur dreimal. In der Spielzeit 1911–12 sang sie im Haus am Ring jeweils einmal Elektra, Ortrud und Siegfried-Brünnhilde. Sie starb 1942 und wurde am 13. Juni 1942 im Grab ihrer Familie am Hietzinger Friedhof bestattet.

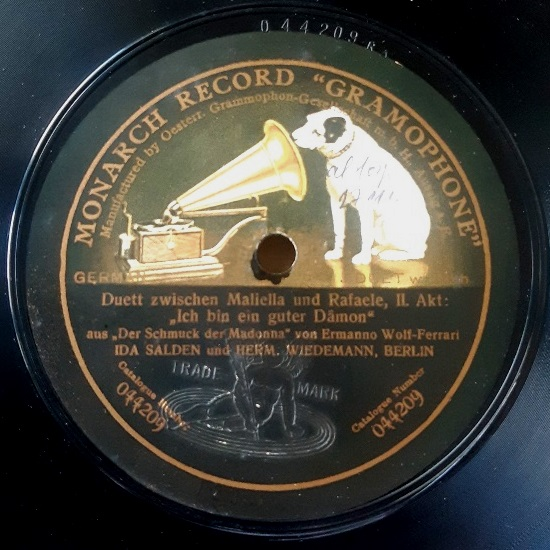
Schallplatte von Hermann Wiedemann (Berlin 1912)

Hermann Wiedemann hinterließ wenige Schallplatten auf Gramophone (Berlin 1912–13).

## Rollenverzeichnis

### Uraufführungen
- 1911: Der Schmuck der Madonna von Ermanno Wolf-Ferrari, Kurfürsten-Oper Berlin (23. Dezember) – als Raffaele
- 1912: Die Brautwahl von Ferruccio Busoni, Hamburger Stadttheater (15. April) – als Voswindel
- 1934: Giuditta von Franz Lehár, Wiener Staatsoper (20. Januar) – als Manuele Biffi

### Repertoire (Auswahl)
| Beethoven: - Don Pizarro im Fidelio Berg: - Doktor in Wozzeck Bittner: - Hofrat Emil Freiherr von Weidinger in Das Veilchen Bizet: - Escamillo in Carmen Donizetti: - Belcore in Der Liebestrank Humperdinck: - Peter in Hänsel und Gretel Janáček: - Altgesell in Jenůfa Kienzl: - Johannes Freudhofer in Der Evangelimann Korngold: - Simone Trovai in Violanta - Frank in Die tote Stadt - Schwertrichter in Das Wunder der Heliane Mascagni: - Alfio in Cavalleria rusticana Meyerbeer: - Graf Nevers in Die Hugenotten Mozart: - Graf Almaviva in Die Hochzeit des Figaro - Guglielmo in Così fan tutte - Papageno in Die Zauberflöte Mussorgski: - Andrei Schtschelkalow in Boris Godunow Nicolai: - Herr Fluth in Die lustigen Weiber von Windsor |  | Pfitzner: - Graf Luna in Palestrina Puccini: - Marcello in La Bohème - Scarpia in Tosca - Sharpless in Madame Butterfly - Jack Rance in Das Mädchen aus dem goldenen Westen - Marcel in Il tabarro - Ping in Turandot Johann Strauß: - Dr. Falke in Die Fledermaus Richard Strauss: - Jochanaan in Salome - Orest in Elektra - Herr von Faninal im Rosenkavalier - Harlekin und Musiklehrer in Ariadne auf Naxos - Graf Waldner in Arabella - Notar in Intermezzo Tschaikowski: - Graf Tomski und Plutus in Pique Dame Verdi: - Graf Luna im Troubadour - Paolo Albiani in Simone Boccanegra - Samuel/Graf Horn/Hastings in Un ballo in maschera - Amonasro in Aida Wagner: - Paolo Orsini in Rienzi - Wolfram von Eschenbach in Tannhäuser - Friedrich von Telramund und Heerrufer des Königs in Lohengrin - Melot in Tristan und Isolde - Sixtus Beckmesser in Die Meistersinger von Nürnberg - Donner in Das Rheingold - Alberich in Das Rheingold, Siegfried und Götterdämmerung - Klingsor in Parsifal |

## Tondokumente
Trotz der langen Dauer seiner Karriere gibt es nur wenige Tondokumente. Lange Zeit waren akustische HMV-Schallplatten aus den Jahren 1912 bis 1914 (Auszüge aus Tannhäuser und der Sängerkrieg auf Wartburg und Der Schmuck der Madonna) die einzigen Dokumente. Es existiert auch eine Schellack mit der Arie "Ich soll ein Glück entbehren" aus der Hochzeit des Figaro. Aus der Wiener Staatsoper bestehen zumindest drei Aufnahmen einzelner Szenen, als Alberich (mit Luise Helletsgruber, Enid Szánthó und Dora With als Rheintöchter), als Klingsor und Beckmesser. Folgende Gesamtaufnahme stammt aus Salzburg:
- Richard Wagner: Die Meistersinger von Nürnberg, Aufnahme der Salzburger Festspiele 1937, mit Hans Hermann Nissen (Hans Sachs), Henk Noort (Walther von Stolzing), Richard Sallaba (David), Maria Reining (Eva), Kerstin Thorborg (Magdalene), Herbert Alsen (Veit Pogner), Georg Maikl (Kunz Vogelgesang), Rolf Telasko (Konrad Nachtigall), Hermann Wiedemann (Sixtus Beckmesser), Viktor Madin (Fritz Kothner), Anton Dermota (Balthasar Zorn), Eduard Fritsch (Ulrich Eißlinger), Hermann Gallos (Augustin Moser), Alfred Muzzarelli (Hermann Ortel), Carl Bissuti (Hans Schwarz und Nachtwächter) sowie Karl Ettl (Hans Foltz); Chor der Wiener Staatsoper, Wiener Philharmoniker unter Arturo Toscanini

Auch besteht eine Gesamtaufnahme aus Buenos Aires, in welcher er jedoch nur eine Nebenpartie in Tristan und Isolde singt:
- Richard Wagner: Tristan und Isolde, Live-Mitschnitt mit Max Lorenz (Tristan), Anny Konetzni (Isolde), Karin Branzell (Brangäne), Herbert Janssen (Kurwenal), Emanuel List (König Marke), Hermann Wiedemann (Melot), Koloman von Pataky (Stimme eines jungen Seemanns, Hirt), Victor Bacciato (Steuermann); Dirigent: Erich Kleiber, aufgenommen im Teatro Colón, Buenos Aires 18. September 1938